# Campeonato Croata de Futebol da Segunda Divisão
O Campeonato Croata de Futebol da Segunda Divisão (em croata: Druga hrvatska nogometna liga) ou, mais comumente, Druga HNL ou 2. HNL, é a segunda divisão de futebol da Croácia. A liga foi formada em 1991 com a dissolução da segunda divisão iugoslava e é operada pela Federação Croata de Futebol.
Entre a temporada 2001-02 e a temporada 2005-06, a liga foi dividida em duas divisões, uma sendo a Segunda Liga do Norte da Croácia e a segunda a Liga do Sul da Croácia. Cada uma dessas duas ligas era composta por doze equipes jogando sob um sistema praticamente idêntico ao da Prva HNL. Porém, desde o início da temporada 2006-07, a segunda divisão croata é unificada e a terceira divisão se tornou regional. O rebaixamento dessa divisão é para uma das divisões regionais da Treća HNL.
A atual temporada (2019-2020) conta com 16 equipes. O primeiro colocado ascende direto à primeira divisão. O segundo disputa uma repescagem com o penúltimo colocado da primeira divisão. O último é despromovido para a terceira divisão, que é regional.

## Times da temporada 2019–20
| Clube                   | Cidade      | Estádio                    | Capacidade |
| ----------------------- | ----------- | -------------------------- | ---------- |
| NK BSK Bijelo Brdo      | Bijelo Brdo | Igralište BSK              |            |
| HNK Cibalia             | Cibalia     | Stadion Cibalia            | 12.000     |
| NK Croatia Zmijavci     | Zmijavci    | ŠRC Marijan Šuto “Mrma”    | 2.000      |
| GNK Dinamo Zagreb II    | Zagreb      | Estádio Maksimir           | 38.923     |
| NK Dubrava              | Zagreb      | SRC Dubrava (Grana-Klaka)  | 1.000      |
| NK Dugopolje            | Dugopolje   | Stadion Hrvatski vitezovi  | 5.200      |
| HNK Hajduk Split II     | Split       | Estádio Poljud             | 35.000     |
| NK Hrvatski Dragovoljac | Zagreb      | Stadion NŠC Stjepan Spajić | 5.000      |
| NK Kustošija            | Zagreb      | Stadion Kustošija          | 2550       |
| NK Međimurje            | Čakovec     | Stadion SRC Mladost        | 8.000      |
| NK Orijent Rijeka       | Rijeka      | SC Krimeja                 | 4.000      |
| NK Osijek II            | Osijek      | Stadion Gradski vrt        | 18.856     |
| NK Rudeš                | Zagreb      | Stadion Kranjčevićeva      | 8.850      |
| NK Sesvete              | Zagreb      | Stadion ŠRC Sesvete        | 3.500      |
| NK Solin                | Solin       | Stadion pokraj Jadra       | 5.000      |
| HNK Šibenik             | Šibenik     | Stadion Šubićevac          | 8.000      |

## Vencedores
Legenda
|  | Vencedores que não foram promovidos por diversas razões |

| Temporada | Divisões                   | Vencedores de divisão | Clubes promovidos para a Prva HNL                                                                                           | Artilheiro        | Gols |
| --------- | -------------------------- | --------------------- | --- | ----------------- | ---- |
| 1992      | Zagreb (6 clubes)          | Radnik Velika Gorica  | Radnik Velika Gorica Segesta Belišće Pazinka                                                                                |                   |      |
| 1992      | Dalmácia (8 clubes)        | Primorac Stobreč      | Radnik Velika Gorica Segesta Belišće Pazinka                                                                                |                   |      |
| 1992      | Rijeka & Ístria (4 clubes) | Pazinka               | Radnik Velika Gorica Segesta Belišće Pazinka                                                                                |                   |      |
| 1992–93   | Norte (16 clubes)          | Dubrava Zagreb        | Dubrava Zagreb Primorac Stobreč                                                                                             |                   |      |
| 1992–93   | Sul (16 clubes)            | Primorac Stobreč      | Dubrava Zagreb Primorac Stobreč                                                                                             |                   |      |
| 1993–94   | Norte (16 clubes)          | Marsonia              | Marsonia Neretva |                   |      |
| 1993–94   | Sul (16 clubes)            | Neretva               | Marsonia Neretva |                   |      |
| 1994–95   | Norte (16 clubes)          | Slavonija Požega      | Slavonija Požega Orijent Mladost 127 Uskok Klis Dubrovnik Hrvatski Dragovoljac                                              |                   |      |
| 1994–95   | Sul (17 clubes)            | Uskok Klis            | Slavonija Požega Orijent Mladost 127 Uskok Klis Dubrovnik Hrvatski Dragovoljac                                              |                   |      |
| 1994–95   | Oeste (19 clubes)          | Hrvatski Dragovoljac  | Slavonija Požega Orijent Mladost 127 Uskok Klis Dubrovnik Hrvatski Dragovoljac                                              |                   |      |
| 1995–96   | Norte (16 clubes)          | Slaven Belupo         | Slaven Belupo Olimpija Osijek Graničar Čakovec Union Junak Sinj Mosor Samobor Ponikve Zagorec Krapina Napredak Velika Mlaka |                   |      |
| 1995–96   | Sul (16 clubes)            | Junak Sinj            | Slaven Belupo Olimpija Osijek Graničar Čakovec Union Junak Sinj Mosor Samobor Ponikve Zagorec Krapina Napredak Velika Mlaka |                   |      |
| 1995–96   | Oeste (18 clubes)          | Samobor               | Slaven Belupo Olimpija Osijek Graničar Čakovec Union Junak Sinj Mosor Samobor Ponikve Zagorec Krapina Napredak Velika Mlaka |                   |      |
| 1996–97   | Centro (16 clubes)         | Lučko                 | Nenhum |                   |      |
| 1996–97   | Leste (16 clubes)          | Croatia Đakovo        | Nenhum |                   |      |
| 1996–97   | Norte (16 clubes)          | Budućnost Hodošan     | Nenhum |                   |      |
| 1996–97   | Sul (19 clubes)            | RNK Split             | Nenhum |                   |      |
| 1996–97   | Oeste (16 clubes)          | Jadran Poreč          | Nenhum |                   |      |
| 1997–98   | Centro (17 clubes)         | Segesta               | Cibalia |                   |      |
| 1997–98   | Oeste (16 clubes)          | Cibalia               | Cibalia |                   |      |
| 1997–98   | Norte (16 clubes)          | Čakovec               | Cibalia |                   |      |
| 1997–98   | Sul (17 clubes)            | RNK Split             | Cibalia |                   |      |
| 1997–98   | Oeste (16 clubes)          | Jadran Poreč          | Cibalia |                   |      |
| 1998–99   | 19 clubes                  | Vukovar '91           | Vukovar '91 Istra Pula | Dubravko Zdrilić  | 29   |
| 1999–00   | 17 clubes                  | Marsonia              | Marsonia Čakovec | Miroslav Vukić    | 26   |
| 2000–01   | 18 clubes                  | Kamen Ingrad          | Kamen Ingrad Pomorac Kostrena Zadar TŠK Topolovac                                                                           |                   |      |
| 2001–02   | Norte (16 clubes)          | Vukovar '91           | Nenhum |                   |      |
| 2001–02   | Sul (16 clubes)            | Istra Pula            | Nenhum |                   |      |
| 2002–03   | Norte (16 clubes)          | Marsonia              | Marsonia Inker Zaprešić |                   |      |
| 2002–03   | Sul (16 clubes)            | Inker Zaprešić        | Marsonia Inker Zaprešić |                   |      |
| 2003–04   | Norte (16 clubes)          | Međimurje             | Međimurje Pula 1856 |                   |      |
| 2003–04   | Sul (16 clubes)            | Pula 1856             | Međimurje Pula 1856 |                   |      |
| 2004–05   | Norte (16 clubes)          | Cibalia               | Cibalia |                   |      |
| 2004–05   | Sul (16 clubes)            | Novalja               | Cibalia |                   |      |
| 2005–06   | Norte (16 clubes)          | Belišće               | Šibenik |                   |      |
| 2005–06   | Sul (16 clubes)            | Šibenik               | Šibenik |                   |      |
| 2006–07   | 16 clubes                  | Inter Zaprešić        | Inter Zaprešić Zadar | Zdravko Popović   | 30   |
| 2007–08   | 16 clubes                  | Croatia Sesvete       | Croatia Sesvete | Marijan Maruna    | 19   |
| 2008–09   | 16 clubes                  | Istra 1961            | Istra 1961 Karlovac Lokomotiva Međimurje                                                                                    | Marijan Vuka      | 19   |
| 2009–10   | 14 clubes                  | RNK Split             | RNK Split Hrvatski Dragovoljac                                                                                              | Romano Obilinović | 17   |
| 2010–11   | 16 clubes                  | Gorica                | Lučko | Hrvoje Tokić      | 19   |
| 2011–12   | 15 clubes                  | Dugopolje             | Nenhum | Alen Guć          | 16   |
| 2012–13   | 16 clubes                  | Hrvatski Dragovoljac  | Hrvatski Dragovoljac | Dražen Pilčić     | 18   |
| 2013–14   | 12 clubes                  | NK Zagreb             | NK Zagreb | Ilija Nestorovski | 20   |
| 2014–15   | 12 clubes                  | Inter Zaprešić        | Inter Zaprešić | Ilija Nestorovski | 24   |
| 2015–16   | 12 clubes                  | Cibalia               | Cibalia | Frane Vitaić      | 15   |
| 2016–17   | 12 clubes                  | Rudeš                 | Rudeš | Benjamin Tatar    | 13   |
| 2017–18   | 12 clubes                  | Gorica                | Gorica | Domagoj Drožđek   | 16   |
| 2018–19   | 14 clubes                  | Varaždin              | Varaždin | Leon Benko        | 21   |